# 타히니
참깨 소스는 동아시아의 중국과 베트남, 그리고 서아시아부터 캅카스, 발칸반도, 북아프리카까지 이어지는 지역에서 사용하는 참깨로 만든 소스이다.

## 이름
중국에서는 "참깨장"이라는 뜻의 즈마장(중국어 간체자: 芝麻酱, 정체자: 芝麻醬; zhīma jiàng)으로 부르며, 베트남에서는 "볶은 참깨 소스"라는 뜻의 느억 솟 매 랑(베트남어: nước sốt mè rang)이라 부른다.
영어권에서는 주로 "타히니(tahini)"라 부른다. 이는 아랍어 "타히나(طحينة)"의 레반트식 발음인 "타히네"에서 들여온 말인데, 어원은 "갈다"라는 뜻의 "타하나(طحن)"이다. 타히나(아랍어: طحينة; 히브리어: טחינה), 타히니(그리스어: ταχίνι), 타힌(아르메니아어: թահին; 튀르키예어: tahin), 타한(불가리아어: таахан), 타시이(키프로스 그리스어: τασιή) 등이 모두 같은 어원을 둔다.
이란에서는 아르데(페르시아어: ارده)라 부르며, 이라크에서는 라흐시(아랍어: رهش)라 부른다.

## 쓰임새
- 탄탄면
- 훔무스

## 같이 보기
- 땅콩 버터
- 땅콩 소스